# Namyeong (métro de Séoul)
Namyeong (hangeul : 남영 ; hanja : 南營) est une station de passage de la ligne 1 du métro de Séoul. Elle est située au 25 Hangang-daero 77 gil, dans le quartier Garwol-dong de l'arrondissement Yongsan-gu de la ville de Séoul en Corée du Sud.
Ouverte en 1974 sur la ligne 1, elle est desservie par les services omnibus et express de la ligne.

## Situation sur le réseau

Plan du réseau (2023)

Établie en surface, Namyeong est une station de passage de la ligne 1 du métro de Séoul : elle est située entre la station Gare de Séoul, en direction du terminus nord-est Yeoncheon, et la station Yongsan, en direction du terminus ouest Incheon, ou du terminus sud-ouest Sinchang via la station de bifurcation Guro,.

## Histoire
La station Namyeong est mise en service le 15 août 1974, sur la ligne 1 du métro de Séoul, lors de l'ouverture à l'exploitation des 9,54 km de la station Gare de Séoul à la station Cheongnyangni.

La station avant la pose des portes palières
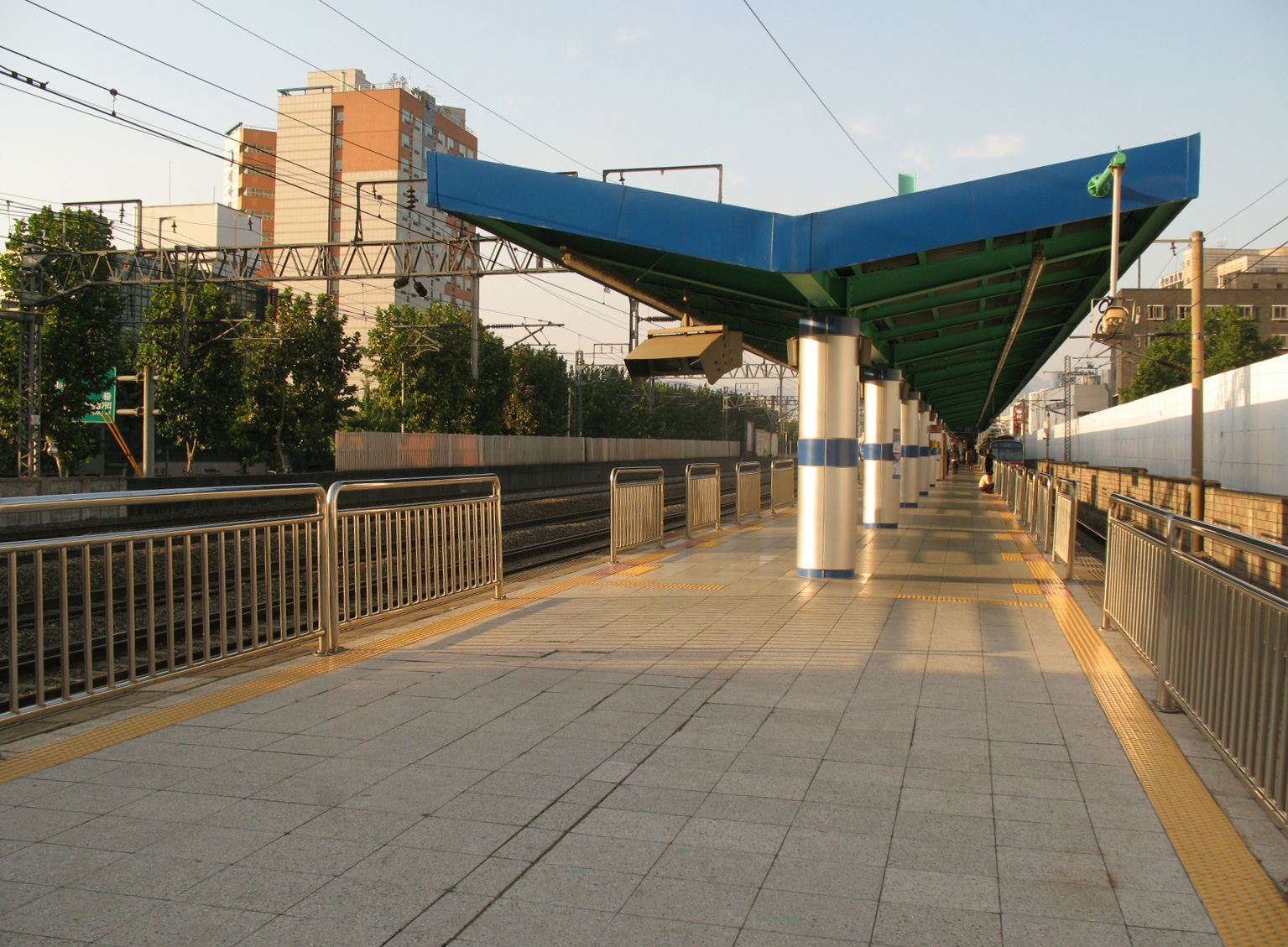
En 2007.
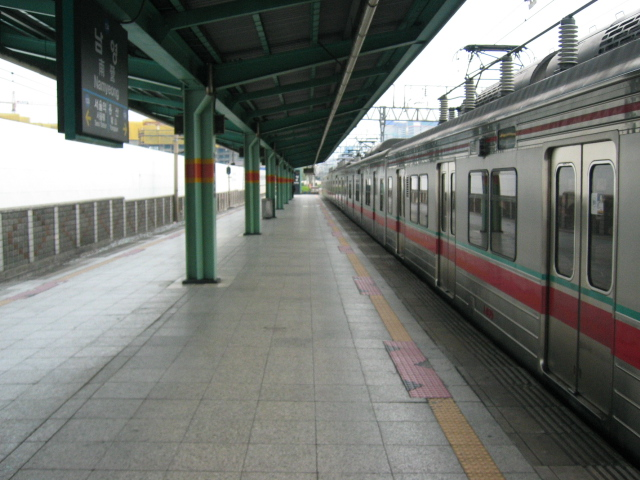
En 2008.
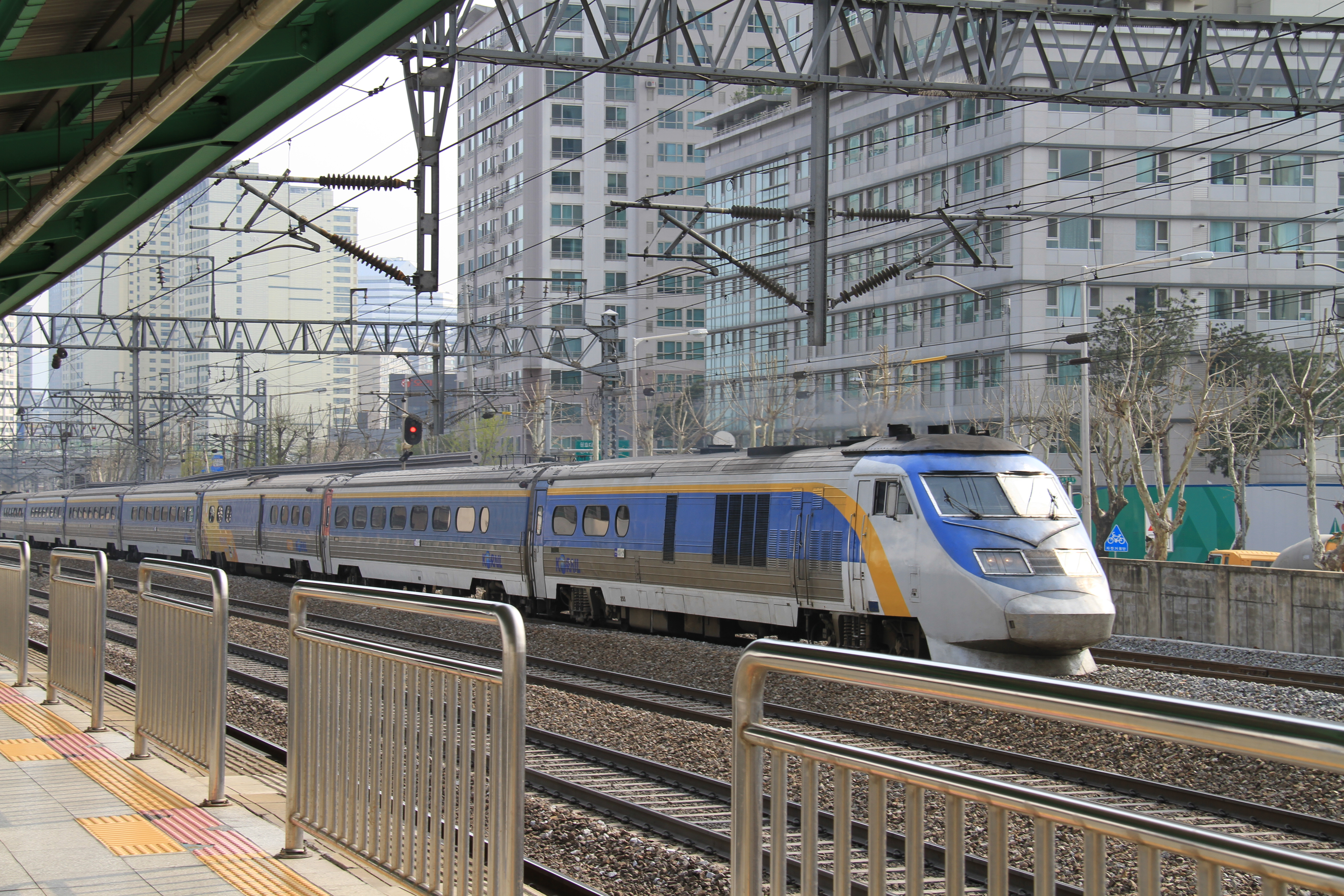
En 2010.

## Services aux voyageurs

### Accès et accueil
Station en surface de la ligne 1 établie 25 Hangang-daero 77 gil, dans le quartier Garwol-dong. Elle est accessible par un unique accès.

### Desserte
Namyeong est une station de la ligne 1, desservie par les services omnibus et express de la ligne. Elle dispose d'un quai central équipé de portes palières.

Installations
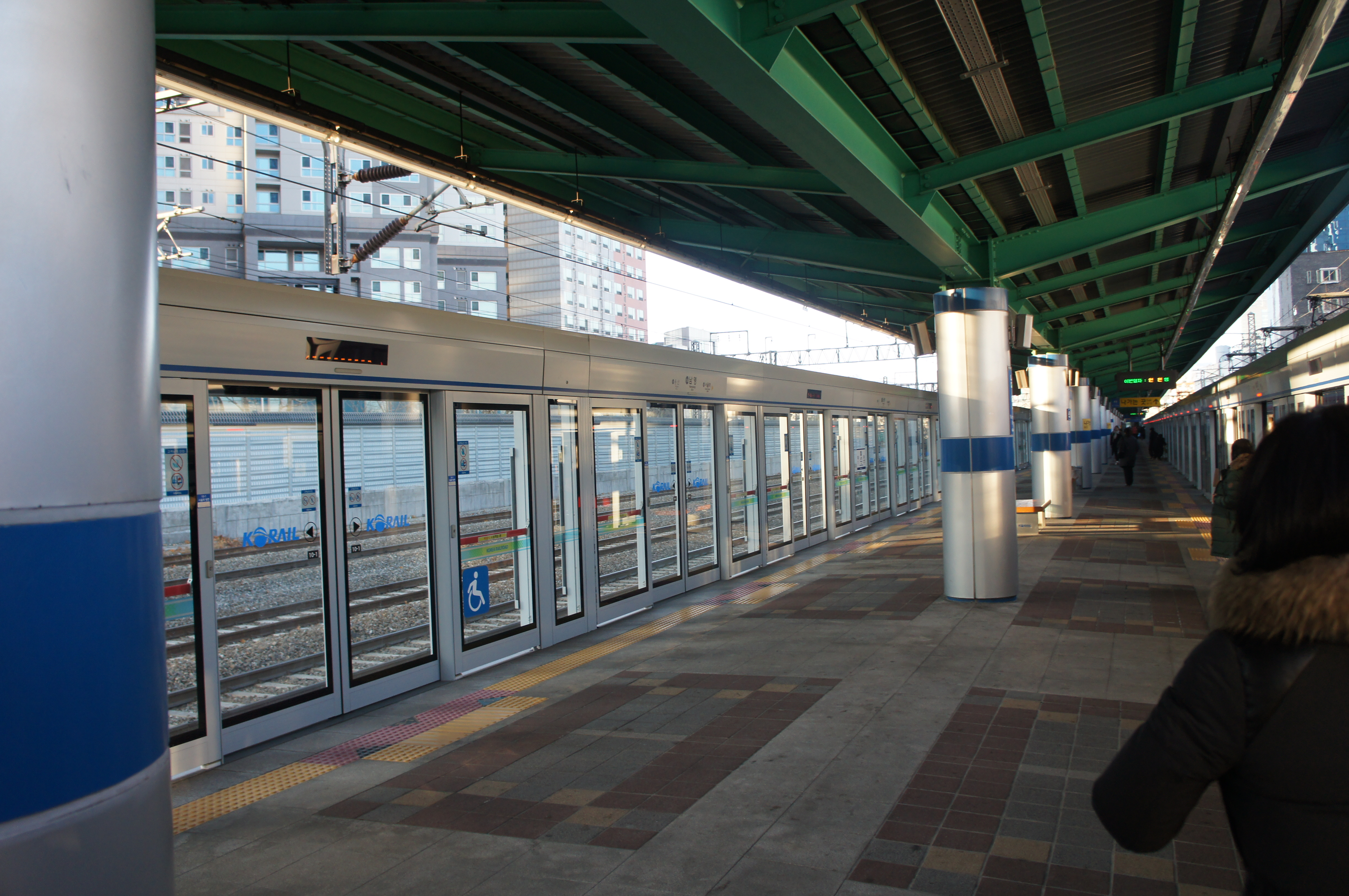
En 2014.
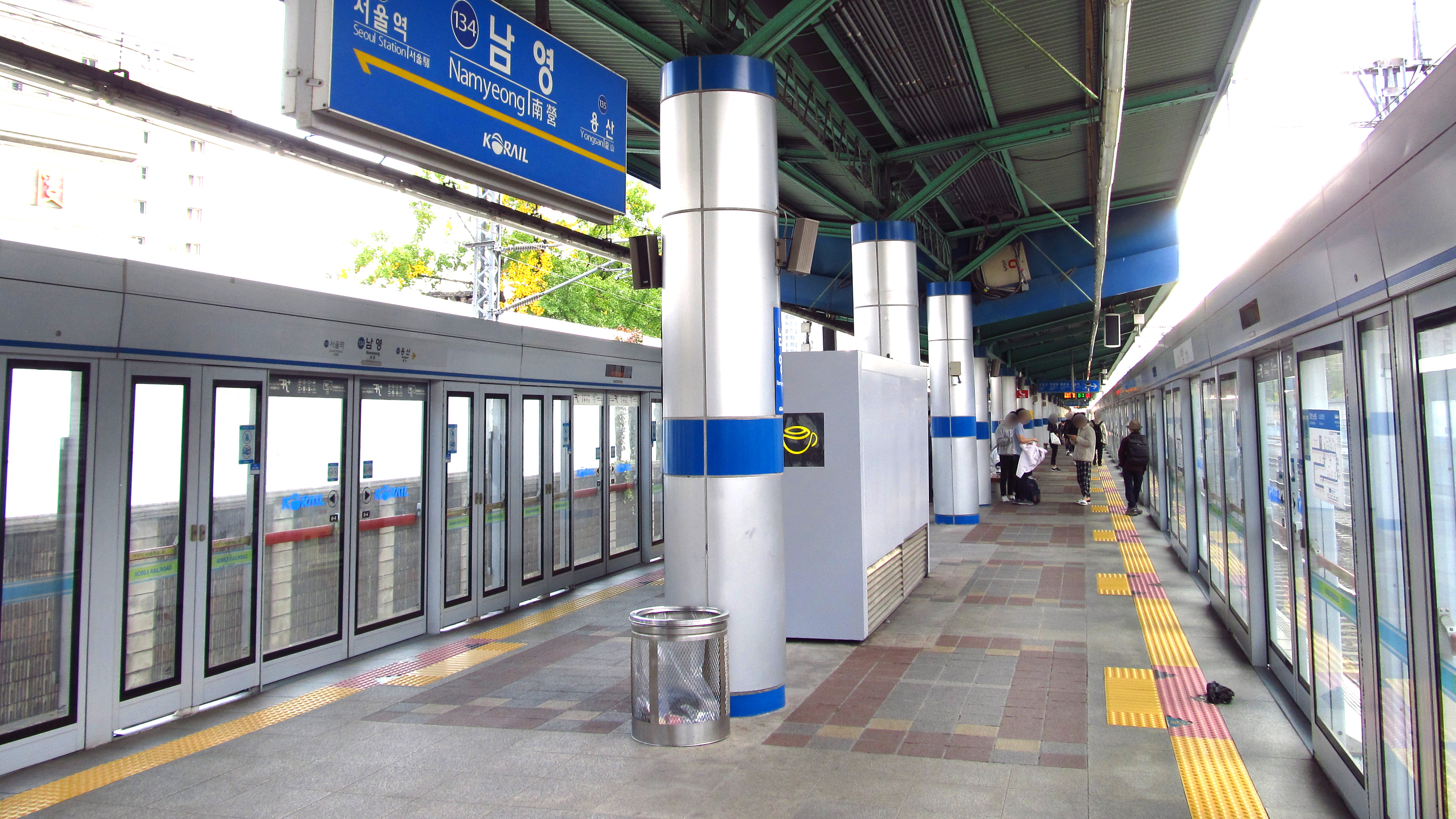
En 2019.

### Intermodalité
Des arrêts de bus sont situés à proximité.

## À proximité
Elle dessert notamment l'université des femmes Sookmyung.